# Nikita Krylov
Nikita Krylov (em ucraniano: Микита Андрійович Крилов; em russo: Никита Андреевич Крылов; Donetsk, 7 de março de 1992) é um lutador ucraniano de artes marciais mistas, que atualmente compete no peso-meio-pesado do Ultimate Fighting Championship. Ele foi o primeiro lutador ucraniano a assinar com o UFC. Competidor desde 2012, ele também já lutou no M-1 Global. 

## Background
Krylov, de Donetsk, Ucrânia, originalmente começou a treinar Karate Kyokushin com 10 anos de idade já que seu pai havia sido um competidor de sucesso no esporte. Krylov fez sua transição as artes marciais mistas em 2012.

## Carreira no MMA

### Começo da carreira
Krylov fez sua estréia em 27 de Julho de 2012, no West Fight 4 em Donetsk, derrotando Alexander Umrikhin por nocaute técnico. Ele venceu mais onze lutas nos cinco meses seguintes, antes de finalizar Vladimir Mishchenko em 29 de Dezembro no Oplot Challenge 22. Após duas vitórias rápidas no torneio do Gladiators Fighting Challenge em Donetsk em 19 de Janeiro de 2013, ele fez uma revanche com Mishchenko em 8 de Março no Oplot Challenge 40, e novamente finalizou-o com um katagatame. Um mês depois, ele derrotou Gabriel Tampu por nocaute técnico no M-1 Challenge 38 em St. Petersburg, Rússia.

### Ultimate Fighting Championship
Com um recorde de 15-2, Krylov fez sua estréia no UFC em 31 de Agosto de 2013 no UFC 164 contra Soa Palelei. Ele perdeu por nocaute técnico no terceiro round, em uma luta onde ambos lutadores pareciam mal preparados, ficando muito exaustos após o primeiro round. Krylov culpou seu cansaço ao nervosismo e a longa viagem feita de Donetsk para Milwaukee.
Krylov retornou em 25 de Janeiro de 2014, na luta de abertura do UFC on Fox: Henderson vs. Thomson, conseguindo uma vitória por nocaute técnico sobre Walt Harris com um chute na cabeça e socos.
Após a vitória, Krylov disse ao repórteres que estava considerando descer aos Meio Pesados para sua próxima luta.
Krylov substituiu Thiago Silva após sua demissão e enfrentou Ovince St. Preux em uma luta de meio pesados no UFC 171 em 15 de Março de 2014. Ele foi finalizado enquanto tentava uma guilhotina no primeiro round.
Krylov enfrentou Cody Donovan em 19 de Julho de 2014 no UFC Fight Night: McGregor vs. Brandão. Ele venceu a luta por nocaute técnico no primeiro round.
Krylov enfrentou Stanislav Nedkov em 24 de Janeiro de 2015 no UFC on Fox: Gustafsson vs. Johnson. Ele venceu a luta por finalização no primeiro round.
Krylov era esperado para enfrentar Marcos Lima em 20 de Junho de 2015 no UFC Fight Night: Jędrzejczyk vs. Penne. No entanto, a luta foi movida para 27 de Junho de 2015 no The Ultimate Fighter Brasil 4 Finale: Machida vs. Romero. A luta foi cancelada após alguns problemas com o visto que diversos lutadores do card também enfrentaram. A luta foi remarcada para 23 de Agosto de 2015 no UFC Fight Night: Holloway vs. Oliveira e Krylov venceu por finalização com um mata-leão ainda no primeiro round.
Krylov enfrentou  Francimar Barroso em 08 de Maio de 2016 no UFC Fight Night: Overeem vs. Arlovski. Ele venceu a luta por finalização no segundo round.
No UFC 201 nocauteou o americano Ed Herman no segundo round com um belo chute na cabeça.

## Vida Pessoal
Krylov está inscrito no Instituto de Direito de Donetsk, e seus heróis são Ilya Mate, Igor Vovchanchyn e Al Capone, do qual ele é apelidado e modela seu personagem.

## Títulos

### Artes marciais mistas
- Gladiators FC
  - Vencedor do Torneio de Pesados do GFC 2

## Cartel no MMA
| Cartel no MMA   |             |            |
| 37 lutas        | 28 vitórias | 9 derrotas |
| Por nocaute     | 12          | 1          |
| Por finalização | 15          | 6          |
| Por decisão     | 1           | 2          |

| Res.    | Cartel | Oponente              | Método                                         | Evento                                                | Data       | Round | Tempo | Local                   | Notas                                 |
| ------- | ------ | --------------------- | ---------------------------------------------- | ----------------------------------------------------- | ---------- | ----- | ----- | ----------------------- | ------------------------------------- |
| Vitória | 29-9   | Volkan Oezdemir       | Decisão (unânime)                              | UFC 280: Oliveira vs. Makhachev                       | 22/10/2022 | 3     | 5:00  | Abu Dhabi               |                                       |
| Vitória | 28-9   | Alexander Gustafsson  | Nocaute Técnico (socos)                        | UFC Fight Night: Blaydes vs. Aspinall                 | 23/07/2022 | 1     | 1:07  | Londres                 |                                       |
| Derrota | 27-9   | Paul Craig            | Finalização (triângulo)                        | UFC Fight Night: Volkov vs. Aspinall                  | 19/03/2022 | 1     | 3:57  | Londres                 |                                       |
| Derrota | 26-8   | Magomed Ankalaev      | Decisão (unânime)                              | UFC Fight Night: Rozenstruik vs. Gane                 | 27/02/2021 | 3     | 5:00  | Las Vegas, Nevada       |                                       |
| Vitória | 26-7   | Johnny Walker         | Decisão (unânime)                              | UFC Fight Night: Lee vs. Oliveira                     | 14/03/2020 | 3     | 5:00  | Brasília                |                                       |
| Derrota | 25-7   | Glover Teixeira       | Decisão (dividida)                             | UFC Fight Night: Cowboy vs. Gaethje                   | 14/09/2019 | 3     | 5:00  | Vancouver               |                                       |
| Vitória | 25-6   | Ovince St. Preux      | Finalização (mata leão)                        | UFC 236: Holloway vs. Poirier II                      | 13/04/2019 | 2     | 2:30  | Atlanta, Georgia        |                                       |
| Derrota | 24-6   | Jan Błachowicz        | Finalização (estrangulamento d'arce)           | UFC Fight Night: Hunt vs. Oliynyk                     | 15/09/2018 | 2     | 2:41  | Moscovo                 | Retornou ao UFC.                      |
| Vitória | 24-5   | Fábio Maldonado       | Nocaute (soco)                                 | Fight Nights Global 87: Khachatryan vs. Queally       | 19/05/2018 | 2     | 3:33  | Rostov                  | Ganhou o Cinturão Meio Pesado do FNG. |
| Vitória | 23-5   | Emanuel Newton        | Nocaute (joelhada)                             | FNG 69                                                | 13/10/2017 | 1     | 0:43  | Surgut                  |                                       |
| Vitória | 22-5   | Maro Perak            | Nocaute Técnico (socos)                        | Donbass Association of Combat Sports - United Donbass | 26/08/2017 | 2     | 0:36  | Donetsk                 |                                       |
| Vitória | 21-5   | Stjepan Bekavac       | Finalização (guilhotina)                       | FNG 68                                                | 02/06/2017 | 1     | 0:53  | São Petersburgo         |                                       |
| Derrota | 20-5   | Misha Cirkunov        | Finalização (guilhotina)                       | UFC 206: Holloway vs. Pettis                          | 10/12/2016 | 1     | 4:38  | Toronto, Ontario        |                                       |
| Vitória | 20-4   | Ed Herman             | Nocaute (chute na cabeça)                      | UFC 201: Lawler vs. Woodley                           | 30/07/2016 | 2     | 0:40  | Atlanta, Georgia        |                                       |
| Vitória | 19-4   | Francimar Barroso     | Finalização (mata leão)                        | UFC Fight Night: Overeem vs. Arlovski                 | 08/05/2015 | 2     | 3:11  | Roterdão                |                                       |
| Vitória | 18-4   | Marcos Lima           | Finalização (mata leão)                        | UFC Fight Night: Holloway vs. Oliveira                | 23/08/2015 | 1     | 2:29  | Saskatoon, Saskatchewan |                                       |
| Vitória | 17-4   | Stanislav Nedkov      | Finalização (guilhotina em pé)                 | UFC on Fox: Gustafsson vs. Johnson                    | 24/01/2015 | 1     | 1:24  | Estocolmo               |                                       |
| Vitória | 16-4   | Cody Donovan          | Nocaute Técnico (socos)                        | UFC Fight Night: McGregor vs. Brandão                 | 19/07/2014 | 1     | 4:57  | Dublin                  |                                       |
| Derrota | 15-4   | Ovince St. Preux      | Finalização Técnica (estrangulamento von flue) | UFC 171: Hendricks vs. Lawler                         | 15/03/2014 | 1     | 1:29  | Dallas, Texas           | Estreia nos Meio Pesados.             |
| Vitória | 15-3   | Walt Harris           | Nocaute Técnico (chute na cabeça e socos)      | UFC on Fox: Henderson vs. Thomson                     | 25/01/2014 | 1     | 0:25  | Chicago, Illinois       |                                       |
| Derrota | 14-3   | Soa Palelei           | Nocaute Técnico (socos)                        | UFC 164: Henderson vs. Pettis II                      | 31/08/2013 | 3     | 1:34  | Milwaukee, Wisconsin    |                                       |
| Vitória | 14-2   | Gabriel Tampu         | Nocaute Técnico (socos)                        | M-1 Challenge 38                                      | 09/04/2013 | 1     | 4:27  | São Petersburgo         |                                       |
| Derrota | 13-2   | Vladimir Mishchenko   | Finalização (katagatame)                       | Oplot Challenge 40                                    | 08/03/2013 | 1     | 0:58  | Kharkiv                 |                                       |
| Vitória | 13-1   | Julian Bogdanov       | Nocaute (soco)                                 | Gladiators FC 2                                       | 19/01/2013 | 1     | 1:17  | Donetsk                 |                                       |
| Derrota | 12-1   | Vladimir Mishchenko   | Finalização (katagatame)                       | Oplot Challenge 22                                    | 29/12/2012 | 1     | 1:47  | Kharkiv                 |                                       |
| Vitória | 12-0   | Denis Simkin          | Finalização (americana)                        | Gladiators FC 1                                       | 22/12/2012 | 1     | 0:35  | Donetsk                 |                                       |
| Vitória | 11-0   | Valery Scherbakov     | Finalização (chave de aquiles)                 | WH: Igor Vovchanchyn Cup                              | 09/11/2012 | 1     | 1:38  | Kharkiv                 |                                       |
| Vitória | 10-0   | Vladimir Gerasimchik  | Finalização (kimura)                           | Oplot Challenge 7                                     | 20/10/2012 | 1     | 1:35  | Kharkiv                 |                                       |
| Vitória | 9-0    | Igor Kukurudziak      | Finalização (kimura)                           | ECSF: Kolomyi Cup                                     | 13/10/2012 | 1     | 2:47  | Kolomyia                |                                       |
| Vitória | 8-0    | Viktor Smirnov        | Nocaute Técnico (interrupção médica)           | ECSF: MMA Lion Cup                                    | 02/10/2012 | 1     | 0:12  | Lviv                    |                                       |
| Vitória | 7-0    | Anatoliy Didenko      | Finalização (chave de calcanhar)               | OC - Oplot Challenge 4                                | 15/09/2012 | 1     | 0:29  | Donetsk                 |                                       |
| Vitória | 6-0    | Alexey Stepanov       | Finalização (mata leão)                        | ECSF: MMA Ukraine Cup 7                               | 14/09/2012 | 1     | 0:29  | Donetsk                 |                                       |
| Vitória | 5-0    | Svyatoslav Scherbakov | Finalização (chave de braço)                   | ECSF: MMA Ukraine Cup 6                               | 26/08/2012 | 1     | 1:44  | Pervomaisk              |                                       |
| Vitória | 4-0    | Anatoliy Didenko      | Finalização (mata leão)                        | ECSF: MMA Ukraine Cup 5                               | 18/08/2012 | 1     | 2:08  | Cherkassy               |                                       |
| Vitória | 3-0    | Alexey Artemenko      | Finalização (guilhotina)                       | Big Boys Fights                                       | 16/08/2012 | 1     | 2:20  | Donetsk                 |                                       |
| Vitória | 2-0    | Denis Bogdanov        | Finalização (mata leão)                        | ECSF: Cup of West Ukraine 2012                        | 10/08/2012 | 1     | 1:31  | Truskavets              |                                       |
| Vitória | 1-0    | Alexander Umrikhin    | Nocaute Técnico (socos)                        | West Fight 4                                          | 27/07/2012 | 1     | 0:56  | Donetsk                 |                                       |